# Clinopodium graveolens
Clinopodium graveolens là một loài thực vật có hoa trong họ Hoa môi. Loài này được (M.Bieb.) Kuntze mô tả khoa học đầu tiên năm 1891.